# Brian Chase

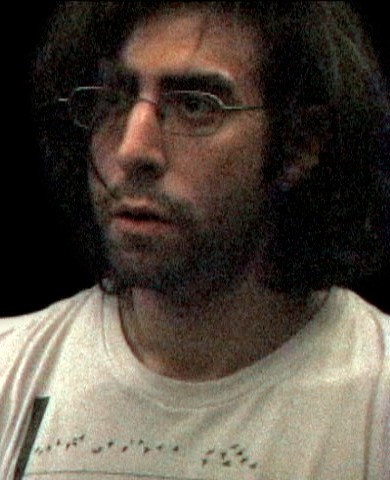
Brian Chase 2007

Brian Chase (* 2. Dezember 1978) ist ein US-amerikanischer Jazz- und Rockmusiker (Schlagzeug, Komposition).

## Leben und Wirken
Chase wuchs auf Long Island auf und besuchte die Friends Academy in Locust Valley, anschließend das Oberlin Conservatory of Music in Oberlin, Ohio. Ab den 2000er-Jahren spielte er in den Rock- und Avantgarde-Formationen Yeah Yeah Yeahs, Karen O and the Kids, The Seconds, Pale Horse und mit den Fretless Brothers (Footsteps, mit Jon Catler, Dane Johnson, Hansford Rowe). Im Duo mit Seth Misterka legte er 2006 ein erstes Album vor (Duo, Heathen Skulls); 2013 folgte unter eigenem Namen die Solo-Produktion Drums & Drones (Pogus Productions). Des Weiteren arbeitete er im Bereich Jazz/Avantgarde in Duo- und Trio-Projekten mit Andrea Parkins (Avalanche of Routes, 2016), Peter Aaron (Purges, 2016), Catherine Sikora (Untitled: After, 2018) und mit Thollem McDonas/Todd Clouser (Dub Narcotic Session Vol II, 2018).